# Lomas Alegres 3ra. Sección
Lomas Alegres 3ra. Sección är en ort i Mexiko.   Den ligger i kommunen Tacotalpa och delstaten Tabasco, i den sydöstra delen av landet, 700 km öster om huvudstaden Mexico City. Lomas Alegres 3ra. Sección ligger 23 meter över havet och antalet invånare är 231.
Terrängen runt Lomas Alegres 3ra. Sección är platt åt nordost, men åt sydväst är den kuperad. Terrängen runt Lomas Alegres 3ra. Sección sluttar norrut. Runt Lomas Alegres 3ra. Sección är det ganska tätbefolkat, med 56 invånare per kvadratkilometer. Närmaste större samhälle är Tacotalpa, 13,3 km väster om Lomas Alegres 3ra. Sección. Trakten runt Lomas Alegres 3ra. Sección består till största delen av jordbruksmark.